# Ouratea polyantha
Ouratea polyantha là một loài thực vật có hoa trong họ Ochnaceae. Loài này được (Triana & Planch.) Engl. mô tả khoa học đầu tiên năm 1876.